# Scherma ai Giochi della XIX Olimpiade - Fioretto individuale femminile
La competizione del fioretto individuale femminile  di scherma ai Giochi della XIX Olimpiade si tenne nei giorni 19 e 20 ottobre 1968 alla "Sala d’arme Fernando Montes de Oca" di Città del Messico.
Le sovietiche si presentarono come favorite, avendo ottenuto i titoli negli ultimi tre campionati del mondo (dal 1965 al 1967). 
Ottennero la medaglia d’oro con la ventunenne  Elena Novikova, al suo debutto olimpico dominando il torneo perdendo solo 2 dei suoi 17 assalti. 
La medaglia d’argento è andata alla padrona di casa Pilar Roldán, prima medaglia del Messico in questo sport, e il bronzo alla campionessa uscente l’ungherese Ildikó Rejtő.

## Programma
| Data            | Round                | Note                                        |
| --------------- | -------------------- | ------------------------------------------- |
| 19 ottobre 1968 | 1º turno             | 6 gruppi le prime quattro passano il turno. |
| 19 ottobre 1968 | 2º turno             | 4 gruppi le prime quattro passano il turno. |
| 20 ottobre 1968 | Eliminazione diretta | le restanti quattro al girone finale        |
| 21 ottobre 1968 | Recuperi             | le restanti due in finale                   |
| 21 ottobre 1968 | Girone finale        |                                             |

## Risultati

### Primo Turno
| Pos. | Atleta              | Nazione          | V. | S. | SF | SC | Nota |
| ---- | ------------------- | ---------------- | -- | -- | -- | -- | ---- |
| 1    | Aleksandra Zabelina | Unione Sovietica | 4  | 1  | 19 | 12 | Q    |
| 2    | Bruna Colombetti    | Italia           | 3  | 2  | 16 | 13 | Q    |
| 3    | Milady Tack-Fang    | Cuba             | 3  | 2  | 15 | 15 | Q    |
| 4    | Janice Romary       | Stati Uniti      | 3  | 2  | 17 | 17 | Q    |
| 5    | Elżbieta Franke     | Polonia          | 2  | 3  | 16 | 14 |      |
| 6    | Margaret Bain       | Gran Bretagna    | 0  | 5  | 8  | 20 |      |

| Pos. | Atleta              | Nazione        | V. | S. | SF | SC | Nota |
| ---- | ------------------- | -------------- | -- | -- | -- | -- | ---- |
| 1    | Kerstin Palm        | Svezia         | 4  | 1  | 19 | 9  | Q    |
| 2    | Harriet King        | Stati Uniti    | 3  | 2  | 16 | 11 | Q    |
| 3    | Ileana Gyulai       | Romania        | 3  | 2  | 17 | 14 | Q    |
| 4    | Monika Pulch        | Germania Ovest | 3  | 2  | 15 | 14 | Q    |
| 5    | Ildikó Farkasinszky | Ungheria       | 2  | 3  | 12 | 13 |      |
| 6    | Lourdes Roldán      | Messico        | 0  | 5  | 2  | 20 |      |

| Pos. | Atleta              | Nazione        | V. | S. | SF | SC | Nota |
| ---- | ------------------- | -------------- | -- | -- | -- | -- | ---- |
| 1    | Kerstin Palm        | Svezia         | 4  | 1  | 19 | 9  | Q    |
| 2    | Harriet King        | Stati Uniti    | 3  | 2  | 16 | 11 | Q    |
| 3    | Ileana Gyulai       | Romania        | 3  | 2  | 17 | 14 | Q    |
| 4    | Monika Pulch        | Germania Ovest | 3  | 2  | 15 | 14 | Q    |
| 5    | Ildikó Farkasinszky | Ungheria       | 2  | 3  | 12 | 13 |      |
| 6    | Lourdes Roldán      | Messico        | 0  | 5  | 2  | 20 |      |

| Pos. | Atleta              | Nazione          | V. | S. | SF | SC | Nota |
| ---- | ------------------- | ---------------- | -- | -- | -- | -- | ---- |
| 1    | Elena Novikova      | Unione Sovietica | 5  | 0  | 20 | 5  | Q    |
| 2    | Olga Orbn           | Romania          | 4  | 1  | 18 | 7  | Q    |
| 3    | Catherine Rousselet | Francia          | 3  | 3  | 14 | 14 | Q    |
| 4    | Helga Mees          | Germania Ovest   | 1  | 4  | 10 | 16 | Q    |
| 5    | Sue Green           | Gran Bretagna    | 1  | 4  | 9  | 17 |      |
| 6    | Rosa del Moral      | Messico          | 1  | 4  | 7  | 19 |      |

| Pos. | Atleta                     | Nazione          | V. | S. | SF | SC | Nota |
| ---- | -------------------------- | ---------------- | -- | -- | -- | -- | ---- |
| 1    | Ecaterina Stahl            | Romania          | 6  | 0  | 24 | 12 | Q    |
| 2    | Pilar Roldán               | Messico          | 5  | 1  | 22 | 16 | Q    |
| 3    | Galina Gorochova           | Unione Sovietica | 4  | 2  | 22 | 11 | Q    |
| 4    | Heidi Schmid               | Germania Ovest   | 2  | 4  | 15 | 17 | Q    |
| 5    | Colette Flesch             | Lussemburgo      | 2  | 4  | 16 | 19 |      |
| 6    | Myrna Anselma              | Antille Olandesi | 1  | 5  | 10 | 22 |      |
| 7    | Sylvia Iannuzzi-San Martín | Argentina        | 1  | 5  | 10 | 22 |      |

| Pos. | Atleta              | Nazione     | V. | S. | SF | SC | Nota |
| ---- | ------------------- | ----------- | -- | -- | -- | -- | ---- |
| 1    | Ildikó Rejtő        | Ungheria    | 5  | 1  | 23 | 10 | Q    |
| 2    | Brigitte Gapais     | Francia     | 4  | 2  | 22 | 14 | Q    |
| 3    | Giovanna Masciotta  | Italia      | 3  | 3  | 17 | 15 | Q    |
| 4    | Sigrid Chatel       | Canada      | 3  | 3  | 19 | 18 | Q    |
| 5    | Margarita Rodríguez | Cuba        | 3  | 3  | 15 | 18 |      |
| 6    | Halina Balon        | Polonia     | 2  | 4  | 14 | 20 |      |
| 7    | Veronica Smith      | Stati Uniti | 1  | 5  | 6  | 21 |      |

### Secondo Turno
| Pos. | Atleta              | Nazione          | V. | S. | SF | SC | Nota |
| ---- | ------------------- | ---------------- | -- | -- | -- | -- | ---- |
| 1    | Olga Orbn           | Romania          | 3  | 2  | 18 | 12 | Q    |
| 2    | Pilar Roldán        | Messico          | 3  | 2  | 16 | 12 | Q    |
| 3    | Catherine Rousselet | Francia          | 3  | 2  | 16 | 12 | Q    |
| 4    | Giovanna Masciotta  | Italia           | 3  | 2  | 16 | 15 | Q    |
| 5    | Janice Romary       | Stati Uniti      | 2  | 3  | 11 | 15 |      |
| 6    | Aleksandra Zabelina | Unione Sovietica | 1  | 4  | 8  | 19 |      |

| Pos. | Atleta           | Nazione          | V. | S. | SF | SC | Nota |
| ---- | ---------------- | ---------------- | -- | -- | -- | -- | ---- |
| 1    | Ileana Gyulai    | Romania          | 4  | 1  | 18 | 12 | Q    |
| 2    | Antonella Ragno  | Italia           | 3  | 2  | 18 | 11 | Q    |
| 3    | Brigitte Gapais  | Francia          | 3  | 2  | 16 | 12 | Q    |
| 4    | Galina Gorochova | Unione Sovietica | 3  | 2  | 18 | 14 | Q    |
| 5    | Harriet King     | Stati Uniti      | 2  | 3  | 11 | 17 |      |
| 6    | Helga Mees       | Germania Ovest   | 0  | 5  | 5  | 20 |      |

| Pos. | Atleta                 | Nazione        | V. | S. | SF | SC | Nota |
| ---- | ---------------------- | -------------- | -- | -- | -- | -- | ---- |
| 1    | Ildikó Rejtő           | Ungheria       | 5  | 0  | 20 | 10 | Q    |
| 2    | Kerstin Palm           | Svezia         | 4  | 1  | 18 | 10 | Q    |
| 3    | Bruna Colombetti       | Italia         | 2  | 3  | 16 | 15 | Q    |
| 4    | Marie-Chantal Demaille | Francia        | 2  | 3  | 13 | 18 | Q    |
| 5    | Sigrid Chatel          | Canada         | 1  | 4  | 9  | 17 |      |
| 6    | Monika Pulch           | Germania Ovest | 1  | 4  | 12 | 18 |      |

| Pos. | Atleta           | Nazione          | V. | S. | SF | SC | Nota |
| ---- | ---------------- | ---------------- | -- | -- | -- | -- | ---- |
| 1    | Elena Novikova   | Unione Sovietica | 4  | 1  | 16 | 10 | Q    |
| 2    | Ecaterina Stahl  | Romania          | 3  | 2  | 14 | 12 | Q    |
| 3    | Lídia Dömölky    | Ungheria         | 3  | 2  | 16 | 14 | Q    |
| 4    | Heidi Schmid     | Germania Ovest   | 2  | 3  | 15 | 15 | Q    |
| 5    | Janet Bewley     | Gran Bretagna    | 2  | 3  | 12 | 16 |      |
| 6    | Milady Tack-Fang | Cuba             | 1  | 4  | 12 | 18 |      |

### Eliminazione diretta

#### 1º Turno
| Vincente            | Vincente         | Risultato | Sconfitto              | Sconfitto      |
| Atleta              | Nazione          | Risultato | Atleta                 | Nazione        |
| ------------------- | ---------------- | --------- | ---------------------- | -------------- |
| Ildikó Rejtő        | Ungheria         | n/d       | Marie-Chantal Demaille | Francia        |
| Galina Gorochova    | Unione Sovietica | n/d       | Ileana Gyulai          | Romania        |
| Catherine Rousselet | Francia          | n/d       | Antonella Ragno        | Italia         |
| Kerstin Palm        | Svezia           | n/d       | Heidi Schmid           | Germania Ovest |
| Giovanna Masciotta  | Italia           | n/d       | Ecaterina Stahl        | Romania        |
| Pilar Roldán        | Messico          | n/d       | Lídia Dömölky          | Ungheria       |
| Brigitte Gapais     | Francia          | n/d       | Olga Orbn              | Romania        |
| Elena Novikova      | Unione Sovietica | n/d       | Bruna Colombetti       | Italia         |

#### 2º Turno
| Vincente         | Vincente         | Risultato | Sconfitto           | Sconfitto |
| Atleta           | Nazione          | Risultato | Atleta              | Nazione   |
| ---------------- | ---------------- | --------- | ------------------- | --------- |
| Galina Gorochova | Unione Sovietica | n/d       | Ildikó Rejtő        | Ungheria  |
| Kerstin Palm     | Svezia           | n/d       | Catherine Rousselet | Francia   |
| Pilar Roldán     | Messico          | n/d       | Giovanna Masciotta  | Italia    |
| Elena Novikova   | Unione Sovietica | n/d       | Brigitte Gapais     | Francia   |

### Recuperi

#### 1º Turno
| Vincente               | Vincente       | Risultato | Sconfitto        | Sconfitto |
| Atleta                 | Nazione        | Risultato | Atleta           | Nazione   |
| ---------------------- | -------------- | --------- | ---------------- | --------- |
| Marie-Chantal Demaille | Francia        | n/d       | Ileana Gyulai    | Romania   |
| Heidi Schmid           | Germania Ovest | n/d       | Antonella Ragno  | Italia    |
| Ecaterina Stahl        | Romania        | n/d       | Lídia Dömölky    | Ungheria  |
| Olga Orbn              | Romania        | n/d       | Bruna Colombetti | Italia    |

#### 2º Turno
| Vincente           | Vincente       | Risultato | Sconfitto              | Sconfitto |
| Atleta             | Nazione        | Risultato | Atleta                 | Nazione   |
| ------------------ | -------------- | --------- | ---------------------- | --------- |
| Ildikó Rejtő       | Ungheria       | n/d       | Marie-Chantal Demaille | Francia   |
| Heidi Schmid       | Germania Ovest | n/d       | Catherine Rousselet    | Francia   |
| Giovanna Masciotta | Italia         | n/d       | Ecaterina Stahl        | Romania   |
| Brigitte Gapais    | Francia        | n/d       | Olga Orbn              | Romania   |

#### 3º Turno
| Vincente        | Vincente | Risultato | Sconfitto          | Sconfitto      |
| Atleta          | Nazione  | Risultato | Atleta             | Nazione        |
| --------------- | -------- | --------- | ------------------ | -------------- |
| Ildikó Rejtő    | Ungheria | n/d       | Heidi Schmid       | Germania Ovest |
| Brigitte Gapais | Francia  | n/d       | Giovanna Masciotta | Italia         |

### Girone Finale
| Pos.    | Atleta           | Nazione          | Vittorie | Stoccate | Incontri | Incontri | Incontri | Incontri | Incontri | Incontri |
| Pos.    | Atleta           | Nazione          | Vittorie | Stoccate | NOV      | ROL      | REJ      | GAP      | PAL      | GOR      |
| ------- | ---------------- | ---------------- | -------- | -------- | -------- | -------- | -------- | -------- | -------- | -------- |
| Oro     | Elena Novikova   | Unione Sovietica | 4        | 19-11    | X        | V        | V        | V        | V        | S        |
| Argento | Pilar Roldán     | Messico          | 3        | 17-14    | S        | X        | S        | V        | V        | V        |
| Bronzo  | Ildikó Rejtő     | Ungheria         | 3        | 14-16    | S        | V        | X        | S        | V        | V        |
| 4       | Brigitte Gapais  | Francia          | 2        | 15-15    | S        | S        | V        | X        | S        | V        |
| 5       | Kerstin Palm     | Svezia           | 2        | 17-17    | S        | S        | S        | V        | X        | V        |
| 6       | Galina Gorochova | Unione Sovietica | 1        | 1S9      | V        | S        | S        | S        | S        | X        |